# Helstrup (Randers Kommune)
 For alternative betydninger, se Helstrup. (Se også artikler, som begynder med Helstrup)
Helstrup er en landsby i Østjylland med 204 indbyggere i byområdet (2018). Helstrup er beliggende 14 kilometer vest for Randers og fire kilometer nord for Langå.
Helstrup Kirke ligger i Helstrup.
Byen ligger i Region Midtjylland og hører under Randers Kommune. Helstrup er beliggende i Helstrup Sogn.